# Jacques Le Rider
Jacques Le Rider (Atenas, 20 de febrero de 1954) es un germanista e historiador francés, especialista en la cultura vienesa de inicios del siglo XX.

## Trayectoria
Jacques Le Rider estudió en la École Normale Supérieure, de la calle Ulm de París, entre 1973 y 1977. Lograda la agregación en alemán (1976), se diplomó en el Instituto de estudios políticos de París (1977), se doctoró en 1982. Más tarde, en 1989, obtuvo el doctorado de Estado en Letras.
Fue asistente en la Universidad París IV-Sorbonne (1977-1981), ‘maître de conférences’ en la Universidad Paris XII-Val de Marne en Créteil (1981-1990), profesor de Universidad en París VIII, en Saint-Denis (1990-1999). Desde el año 1999 es director de estudios de la ‘École pratique des hautes études' en la cátedra «Europa y el mundo germánico moderno y contemporáneo».
Ha dado cursos en Tubinga, Graz, Viena (fue director del Instituto Francés), Ginebra, São Paulo, Mannheim (dos veces), Berlín, Münster y Colonia. Desde abril de 2105, es miembro correspondiente en el extranjero de la 'Academia austriaca de las Ciencias (Österreichische Akademie der Wissenschaften).
Le Rider ha hecho ediciones de Friedrich Nietzsche, Hugo von Hofmannsthal y Goethe. Y ha traducido a Lou Andreas-Salomé, Richard Beer-Hofmann, Hugo von Hofmannsthal, Theodor W. Adorno, Fritz Mauthner y Stefan Zweig.
Ya desde eu primer trabajo —El caso Otto Weininger. Raíces del antifeminismo y del antisemitismp (1982)—, se ocupó de los antisemitas germánicos. Destacó su serie de trabajos reunicos en Hugo von Hofmannsthal. Historicismo y modernidad, de 1995.
En 2013 ha publicado Los judíos vieneses en la Belle Époque, una notable síntesis sobre el entorno histórico-social de los autores que más ha estudiado, la Viena entre 1867 y 1914 y deteniéndose luego en los casos de Sigmund Freud, Arthur Schnitzler, Hugo von Hofmannsthal, Richard Beer-Hofmann, Karl Kraus, Felix Salten, Stefan Zweig, Gustav Mahler y Arnold Schönberg.

## Obras
- Le cas Otto Weininger. Racines de l'antiféminisme et de l'antisémitisme, París, PUF, 1982.
- Modernité viennoise et crises de l'identité, PUF, 1990, reed. en Quadrige, 2000.
- La Mitteleuropa, PUF, Que sais-je? 1994.
- Hugo von Hofmannsthal. Historicisme et modernité, PUF, 1995.
- Les couleurs et les mots, PUF, 1997.
- Nietzsche en France, de la fin du XIXe siècle au temps présent, PUF, 1999 (antes, en alemán, 1997).
- Journaux intimes viennois, PUF, 2000.
- Freud, de l'Acropole au Sinaï. Le retour à l’antique des modernes viennois, PUF, 2002.
- Arthur Schnitzler ou la Belle Époque viennoise, Belin, 2003.
- Malwida von Meysenbug. Une Européenne du XIXe siècle, Bartillat, 2005.
- L'Allemagne au temps du réalisme. De l'espoir au désenchantement (1848-1890), Albin Michel, 2008.
- Faust, le vertige de la science, Larousse, 2010, con Paul-Jean Franceschini
- Fritz Mauthner: Scepticisme linguistique et modernité. Une biographie intellectuelle, Bartillat, 2012.
- Les Juifs viennois à la belle époque, Albin Michel, 2013. Trad. esp.: Los judíos vieneses en la Belle Époque, Ediciones del subsuelo, 2016.
- La censure à l'œuvre. Freud, Karl Kraus, Arthur Schnitzler, Hermann, 2015.
- Karl Kraus. Phare et brûlot de la modernité, Le Seuil, 2018.

## Enlaces
- en el sitio de la EPHE.
- en la Encyclopaedia Universalis (en la red).
- Reseña del Jacques Le Rider, Los judíos vieneses en la Belle Époque.

- Datos: Q820139